# Chrysobothris peruviae
Chrysobothris peruviae es una especie de escarabajo del género Chrysobothris, familia Buprestidae. Fue descrita científicamente por Obenberger en 1924.